# Илисавский, Василий Юрьевич
Василий Юрьевич Илисавский (род. 21 января 1972, Ленинград) — российский пианист. Внук актёра и режиссёра Илисавского Василия Ивановича. Сын физика Илисавского Юрия Васильевича.
Окончил Ленинградскую консерваторию. С 1996 г. продолжил обучение в Германии под руководством Олега Майзенберга. В связи с увлечением аутентизмом с 1999 г. совершенствовался в игре на историческом фортепиано у Барта ван Оорта в Антверпене.